# شرکت آمانا
شرکت آمانا یک شرکت آمریکایی لوازم خانگی است که در سال ۱۹۳۴ توسط جورج فورستنر با نام شرکت تجهیزات الکتریکی در میدل امانا، آیووا تأسیس شده است.

## تاریخچه
در سال ۱۹۵۴، آمانه اولین فریزر عمودی را برای خانه‌ها تولید کرد و در ۱۹۴۹ ساخت یخچال فریزر ساید بای ساید افزوده شد. در سال ۱۹۵۰ شرکت به یک گروه از سرمایه گزاران از جمله بندانگزار شرکت فروخته شد و تبرید یا سردسازی آمانه شد.
در سال ۱۹۵۴ شروع به ساخت سیستمهای تهویه هوا کرد. آمانه در سال ۱۹۶۵ توسط ریتون کسی که اجاق مایکروویو را در سال ۱۹۴۷ اختراع کرده بود رهبری شد و راداررنج تجاری مدل ۱۶۱۱ را در ۱۹۵۴ معرفی کردو در سال ۱۹۶۷ مدلی مصرفی راداررنج، اولین مایکروویو مشهور را برای مصارف خانگی طراحی کرد.
آمانه از آن زمان به بعد تولید دیگر لوازم را گسترش داد که شامل: کوره محدوده آشپزخانه، ماشین ظرفشویی و ماشین لباسشویی و خشکشویی می‌شود.
در سال۱۹۹۷ این شرکت توسط گودمن که تولید کنندهٔ تولیدات سرمایشی و گرمایشی می‌باشد خریداری گردید و به مای تاگ در سال ۲۰۰۲ فروخته شد. گودمن هنوز صاحب سیستم‌های تهویه آمانه و بخاری می‌باشد، و محصولات خانگی آمانه اکنون توسط شرکت ویرپول تولید می‌شود. آمانه از UCW جدا شد و اکنون در بازار هوا خواهان بسیاری دارد. آمانه مبتکر و خلاق است و در سال ۲۰۰۰ یخچالهایش در رتبه‌ای عالی قرار داشت و در سال ۲۰۰۹ طی همکاری با تام جهت مجموعه‌ای از طراحیهای رنگارنگ که در نمایش سازندگان بین‌المللی در لاس و گاس آغاز شده بود، معرفی نمود.